# ولاد حسين سبو (أولاد حسين)
ولاد حسين سبو هي إحدى مشيخات المملكة المغربية، تتبع جغرافيا لإقليم سيدي سليمان وإداريًا لأولاد حسين. يقدر عدد سكانها بـ 8188 نسمة حسب الإحصاء الرسمي للسكان والسكنى لسنة 2004.